# 昆蟲毒素
昆蟲毒素（英語：Insect toxins）是由昆蟲產生的多種蛋白質毒素。刺客蟲，有時被稱為吻蟲，是真正蟲的最大和形態多樣的家族之一，以蟋蟀、毛毛蟲和其他昆蟲為食。一些刺客蟲種類是哺乳動物的吸血寄生蟲，甚至會攻擊人類。昆蟲毒素可以在世界大多數地區普遍發現，體型從幾毫米到3或4厘米不等。捕食性刺客蟲的毒液含有多種小型和大型肽，具有多種用途，如使獵物麻痹和預消化，以及防禦競爭者和掠食者。刺客蟲毒素是以二硫鍵連接的小肽，靶向離子通道。毒素與海洋錐螺的ω-離子通道阻滯劑和四環支氨酸骨架結構類相對同源。
其中一種這些小蛋白質——Ptu1，可無障礙地阻斷N-型鈣通道，但同時對L-型或P/Q型鈣通道的特異性較低。Ptu1長34個氨基酸殘基，由3個二硫鍵交聯。Ptu1含有一個由2個反平行β-螺旋組成的β-片區，並由一個緊湊的二硫鍵核心組成，其中有四個環浮出，以及N-末端和C-末端。以下列出了一些刺客蟲毒素：
- Agriosphodrus dohrni toxin Ado1.
- Isyndus obscurus toxin Iob1.
- Peirates turpis toxin Ptu1.